# Joseph Collet (amiral)
Pour les articles homonymes, voir Joseph Collet.
Joseph Collet, né à Saint-Denis (Île Bourbon) le 29 novembre 1768, mort à Toulon le 19 octobre 1828, est un contre-amiral français.

## Biographie
Après avoir fait plusieurs campagnes sur des navires de commerce à partir de 1781, il entra comme volontaire dans la marine militaire en janvier 1790, faisant campagne à Madagascar sur la Bourbonnaise. Nommé enseigne de vaisseau en octobre 1793, il se signala lors de la croisière du vaisseau le Duguay-Trouin dans le détroit de la Sonde. Il était enseigne et officier de manœuvre, sur la Cybèle, en 1795, quand cette frégate, concurremment avec la Prudente et le brick le Coureur, soutint un engagement furieux sur les côtes de l'île de France, engagement où se firent remarquer, par l'habileté de leurs manœuvres et leur intrépidité, les capitaines Tréhouart et Renaud. Collet fut blessé, ce qui ne l'empêcha pas de prendre sa part du combat que la Cybèle eut encore à soutenir dans les mers de l'Inde contre deux vaisseaux de 74, le Victorieux et l’Arrogant. Nommé lieutenant de vaisseau à son retour, il passa successivement sur le Dugommier, le Dix-Août et l’Indomptable. C'est sur ce dernier bâtiment qu'il assista au combat d'Algésiras (6 juillet 1801) et à la prise du vaisseau le Pompée.
Il fit ensuite partie de l'expédition d'Égypte, coopéra au siège de l'île d'Elbe et à la prise du vaisseau l’Annibal. En 1802, l’Indomptable fut désigné pour faire partie de la division aux ordres du contre-amiral Émériau, chargée de transporter des troupes à Saint-Domingue, et Collet trouva de nouvelles occasions de se signaler dans différents engagements qui eurent lieu, à Port-au-Prince, contre les Noirs révoltés. À la promotion du 24 septembre 1803, il fut nommé capitaine de frégate, et, au mois de décembre, chevalier de la Légion d'honneur. En 1805, ayant été chargé de conduire, de Bordeaux à Boulogne, une division de cinq chaloupes canonnières, il s'empara dans son trajet d'un cutter anglais. Pendant la relâche que cette division fit à Granville, il reçut l'ordre de sortir avec sept canonnières, et de se porter, à la rame, sur deux bricks anglais, qu'il réussit à capturer.
Au mois de septembre 1804, Collet, commandant une division de douze chaloupes canonnières, sortit de Brest pour aller secourir un convoi attaqué par deux frégates et deux bricks anglais. Après un combat de quelques heures, il le dégagea. Nommé, au mois de novembre 1805, au commandement de la frégate la Minerve, il eut à soutenir sur ce bâtiment, l'année suivante, devant l'île d'Aix, un brillant combat contre la frégate anglaise la Pallas. Au mois de septembre 1806, l'escadre dont faisait partie la Minerve, et qui se composait de cinq bâtiments (3 frégates et 2 bricks), fut attaquée par l'escadre anglaise forte de sept voiles. Après un combat héroïque, la Minerve, coulant bas et privée de la plupart de ses défenseurs, amena son pavillon. Sa captivité en Angleterre dura cinq ans.
En 1808, il était nommé capitaine de vaisseau et pourvu du commandement de l'Auguste, de 80 canons. Lors du siège et du bombardement d'Anvers (février 1814), l'amiral Missiessy, qui connaissait l'activité de Collet, le chargea du commandement des batteries des deux fronts d'attaque, dont la plupart avaient été construites et armées sous ses ordres par des marins de l'escadre, et il en dirigea le feu avec une habileté remarquable, l’Auguste ayant été désigné pour faire partie des vaisseaux de l'escadre de l'Escaut, qui devait rester à la Hollande, Collet passa au commandement de l’Illustre, puis de la Melpomène. Il était sur ce dernier bâtiment, en mission dans la Méditerranée, au mois d'avril 1815 (pendant les Cent-Jours), lorsqu'il se vit chassé et joint, dans le golfe de Naples, par le HMS Rivoli. Le capitaine de ce vaisseau le somma de rendre sa frégate aux armes de Sa Majesté britannique. Collet, plus militaire que politique, ne pouvant voir qu'un ennemi dans un bâtiment de guerre étranger se présentant à lui d'une manière hostile, répondit à cette sommation par des coups de canon. Le combat qui s'engagea dura environ une heure, et ce ne fut que démâtée et coulant bas qu'il rendit la Melpomène. Conduit prisonnier en Angleterre, il y demeura six mois, et resta près de quatre ans sans commandement. Enfin, en 1819, on lui confia la Galatée, avec laquelle il fit successivement plusieurs campagnes dans les mers du Levant, au Brésil, aux Antilles et aux États-Unis. La guerre que la France entreprit en 1823, pour rétablir Ferdinand VII sur le trône d'Espagne, procura au capitaine Collet une nouvelle occasion de se distinguer. Il commandait le vaisseau le Triton, employé au blocus de Cadix, et il participa à la prise du fort Santi-Petri. En récompense de sa belle conduite pendant cette campagne, le roi Louis XVIII lui donna la croix de commandeur de la Légion d'honneur, et le roi d'Espagne lui conféra celle de Saint-Ferdinand.
En 1827, on le retrouve chargé d'aller demander satisfaction au dey d'Alger de la grave insulte dont il s'était rendu coupable envers la personne du consul général, Pierre Deval. Le dey ayant refusé la réparation exigée, Collet bloqua le port d'Alger, où, malgré son ardent désir de combattre, il n'en eut qu'une fois l'occasion. Les marins savent combien est difficile et souvent dangereux le blocus d'un port. De toutes les opérations navales, c'est la plus incertaine et la plus pénible, non seulement pour celui qui la dirige, mais aussi pour ceux qui y prennent part. La santé la plus robuste, l'ardeur la plus grande et la persévérance la plus obstinée y succombent souvent, et il était réservé à Collet d'en offrir un exemple. Pendant les treize mois et demi qu'il commanda la division navale devant Alger, il passa les onze premiers sans relâcher dans aucun port, manœuvrant toujours, soit pour ne pas perdre ce port de vue, soit pour ne pas se trouver affalé sur une côte plus ennemie qu'aucune autre. Quoique malade, il ne voulut point abandonner son poste. Enfin, vaincu par la souffrance, il se vit forcé de demander son remplacement, et il revint à Toulon, le 30 août 1828, dans l'état de santé le plus déplorable ; c'est là qu'il mourut après sept semaines de douleurs intolérables. Le vice-amiral Louis Jacob, alors préfet maritime à Toulon, s'exprimait ainsi dans la dépêche par laquelle il annonçait cet événement au ministre de la marine : « Le contre-amiral Collet (il avait été nommé contre-amiral huit mois auparavant) est mort cette nuit. Cet officier général était un des plus intrépides et des meilleurs marins que la France ait eus. Un zèle excessif l'a conduit au tombeau ».
L'un des fils du contre-amiral Collet a suivi son exemple et est entré dans la marine.